# Kainai
Die Kainai (Káína – „Volk der vielen Häuptlinge“, d. h. „die Hochmütigen“, engl. Aussprache: „G-ai-nah“) oder Káínawa (Akáínaa – „Viele Häuptlinge“, abgel. von aká – „viele“ und nínaa – „Häuptling“) sind eine der drei First Nations der Nitsitapii (Blackfoot) im Süden der kanadischen Provinz Alberta. Die feindlichen Plains Cree bezeichneten sie als Miko-Ew („die Blutigen, die mit Blut befleckten“, d. h. „die Blutrünstigen, Grausamen“), die europäischen Händler und Siedler übernahmen den Namen und bezeichneten sie daher meist als Blood oder Blood Tribe. Da sie zwischen den nordöstlich lebenden Siksika und den südlich/südwestlich lebenden Piegan der Nitsitapii (Blackfoot) lebten, wurden sie auch oft als Middle Blackfoot bezeichnet.
Kulturell, historisch sowie sprachlich sind sie eng mit den Siksika (Siksikáwa oder Blackfoot) und den Nördlichen Piegan (Apatohsipikani oder Peigan) und Südlichen Piegan (Aamsskáápipikani oder Blackfeet) verwandt. Alle vier Stämme sprachen (sprechen) jeweils leicht abweichende Dialekte des zum Plains Algonkin zählenden Blackfoot (Ni'tsiitapipo'ahsin oder Nitsipussin) und bezeichnen sich als Ni-tsi-ta-pi-ksi oder Ni-tsi-ta-pi (Niitsítapi) (sprich: nee-itsee-TAH-peh – „Das wahre, ausgeglichene Volk“). Die Nitsitapii (Blackfoot) bezeichneten sich in Abgrenzung zu benachbarten Stämmen oftmals auch als Nitsi-poi-yiksi („Volk, das unsere - die wahre - Sprache spricht“). 
Die Gesamtbevölkerung der vier Nitsitapii (Blackfoot)-Stämme vor den Kontakten mit Europäern und drei verheerender Epidemien wird auf 15.000 bis 18.000 Stammesmitglieder geschätzt.

## Namensgebung und Bezeichnung
Nur die eigentlichen Blackfoot – die Siksika – bezeichneten sich als solche, diese Eigenbezeichnung Siksika (Singular) stammt aus dem Blackfoot (Ni'tsiitapipo'ahsin oder Nitsipussin) und bedeutet „Schwarzfuß“ und leitet sich von den Worten sik („schwarz“) und ka („Fuß“) ab, die mittels des Infix -s-i- zusammengesetzt werden. Der Plural lautet Siksikáwa („Schwarzfüße“). Die ersten Europäer trafen vermutlich zunächst auf die Siksika und übertrugen das Wort Blackfoot auf die mit ihnen eng verwandten Stämme der Kainai und Nördlichen und Südlichen Piegan.

## Konföderation der Blackfoot (Blackfoot Confederacy)

### Territorium und Mitglieder der Konföderation
Zusammen mit den Nordathapaskisch-sprachigen Sarcee (abgel. von der Blackfoot-Bezeichnung als Saahsi oder Sarsi – „mutiges Volk, stures, trotziges Volk“) sowie (von ca. 1793 bis 1861) mit den ebenfalls Algonkin-sprachigen Gros Ventre (in Blackfoot: Piik-siik-sii-naa – „Schlangen“ oder Atsina – „wie ein Cree, d. h. Feind“) bildeten sie die sog. Konföderation der Blackfoot (Blackfoot Confederacy). 
Das traditionelle Territorium der drei großen Stammesgruppen der Nitsitapii (Blackfoot) umfasste große Gebiete der Nordwestlichen Plains und reichte im Norden bis zum North Saskatchewan River (Ponoká'sisaahta oder Ponokasisahta – „Elk River“) mit Fort Edmonton (früher: Edmonton House, dem heutigen Edmonton) als wichtigem Handelsposten und spätestens ab Mitte des 19. Jahrhunderts im Süden bis zum Musselshell River und Yellowstone River (Otahkoiitahtayi oder Otahkoi-tah-tayi – „Yellow River“ – „Gelber Fluss“) in Montana. Zudem beherrschten sie das Gebiet des Oberlaufs des Missouri River und streiften südwärts bis Three Forks entlang des Madison River, Jefferson River, Ruby River, Beaverhead River, Red Rock River, Big Hole River und Wise River im Südwesten von Montana, zudem jagte die Small Robe Band der Piegan meist südlich des Missouri River. Im Westen wurde ihr Territorium durch die Rocky Mountains (Miistakistsi) begrenzt und erstreckte sich im Nordosten entlang des South Saskatchewan River bis zur heutigen Alberta-Saskatchewan-Grenze (Kaayihkimikoyi), östlich der Cypress Hills und der Great Sand Hills (Omahskispatsikoyii) im Südwesten von Saskatchewan sowie im Südosten auf die Plains bis zur Montana-North-Dakota-Grenze. Hierbei waren die Sweet Grass Hills (in Blackfoot: kátoyissiksi – „Sweet Pine Hills“) sowie Chief Mountain (Ninastako) ihre Heiligen Berge. Sie nannten ihr großes Stammesgebiet Nitawahsin-nanni („Unser Land“), eine offensichtliche Wortgleichung mit Nitassinan („Unser Land“), dem Namen für das Territorium der Innu und Naskapi im Osten.
Durch die verbündeten Sarcee im Nordwesten der Nitsitapii (Blackfoot) erstreckte sich der tatsächliche Machtbereich der Konföderation sogar bis in die Parks und Plains im Nordosten von British Columbia und im Nordwesten Albertas, vom Hay River und Peace River im Norden südwärts zwischen dem North Saskatchewan River, Athabasca River, Red Deer River und South Saskatchewan River westlich von Edmonton. Im Osten der Nitsitapii (Blackfoot) lebten die (zeitweise) verbündeten Gros Ventre einst entlang der Saskatchewan River Forks (dem Zusammenfluss von North Saskatchewan River und South Saskatchewan River) und entlang des Oberlaufs des Saskatchewan River im Westen von Saskatchewan – bis diese vor den mit Gewehren bewaffneten feindlichen Cree-Assiniboine südwärts zum Milk River in Montana flüchten mussten. 
→ Hauptartikel: Blackfoot

### Stammesgebiete der Kainai
Die bevorzugten Jagd- und Wandergebiete der Kainai lagen zwischen denen der Siksika im Norden/Nordosten und denen der Piegan im Süden/Südwesten und erstreckten sich über die Nordwestlichen Plains im Süden und Südwesten von Alberta bis in den Norden von Montana. Einst jagten sie zwischen dem Red Deer River, Bow River, Oldman River, Belly River, Waterton River und St. Mary River westlich von Lethbridge im Südwesten von Alberta, jedoch streiften sie nordwärts bis zum North Saskatchewan River, um beim damaligen Fort Edmonton (dem heutigen Edmonton) Handel zu treiben, ostwärts bis zu den Cypress Hills im südlichen Grenzgebiet von Alberta und Saskatchewan, und westwärts bis zu den Rocky Mountains, jedoch zogen sie Mitte des 19. Jahrhunderts südwärts bis zum Pakowki Lake (in Blackfoot: „Schlechtes Wasser“), Belly River und Teton River sowie Milk River, wobei sie oft weit südlich in die Plains von Montana wanderten; sie handelten sowohl mit der American Fur Company als auch mit der Hudson’s Bay Company. 
Ursprünglich vor den großen Epidemien schätzte man die Kainai auf ca. 2.500 bis 3.500 Stammesmitglieder, durch die Pockenepidemie von 1837 wurden sie jedoch bis 1.750 dezimiert.

## Geschichte
Siehe auch: Geschichte Albertas

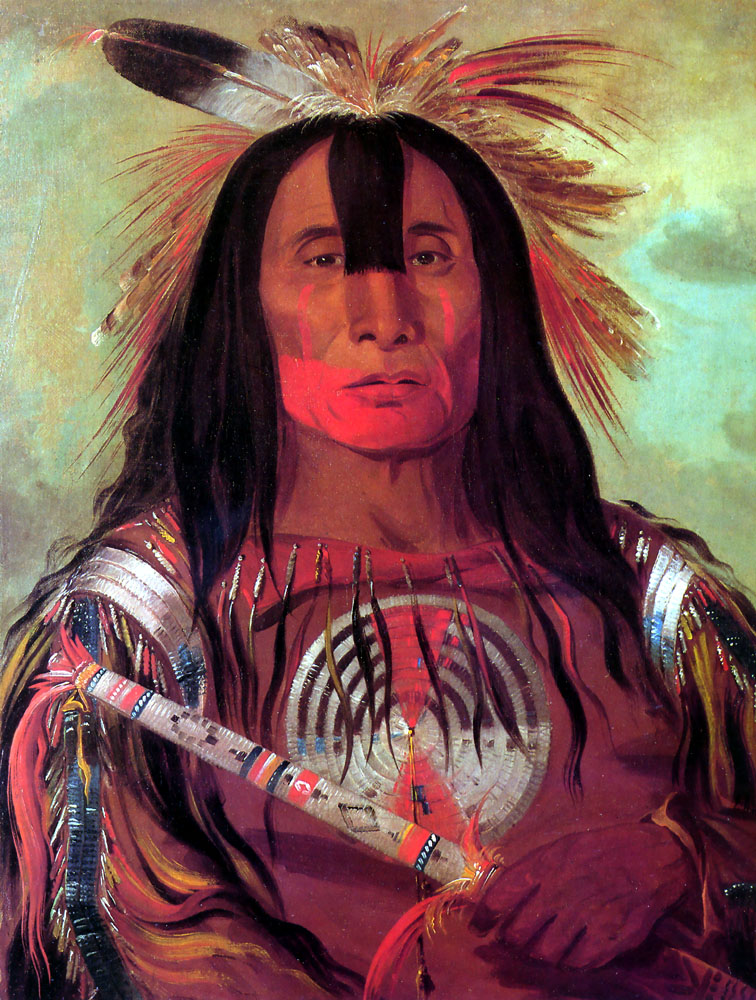
Kainai-Oberhäuptling Stu-mick-o-súcks (Rückenfett des Büffelbullen, George Catlin (1796–1872), Öl, ca. 73*60, Smithsonian American Art Museum)

Zu ihren Feinden zählten die Sioux (Lakota, Nakota, Dakota), Cheyenne, Arapaho, Absarokee, Nördliche und Östliche Shoshone sowie manche Plateau-Stämme, wie die Flathead und Kutenai. Ihre gefährlichsten und mächtigsten Feinde hingegen waren die mit Gewehren bewaffneten und ab 1740 westwärts und südwestwärts auf die Plains vordringenden Cree, Assiniboine und Plains Ojibwa sowie die in der Nehiyaw-Pwat oder Cree-Konföderation (auch Iron Confederacy genannt) loose verbündeten Stämme. Anfangs bildeten die Blackfoot-Gruppen sogar eine Handels- und Militärallianz mit den Cree und Assiniboine im Kampf gegen die Shoshone und Arapaho, die Anfang des 18. Jahrhunderts noch auf den Nordwestlichen Plains lebten – später jedoch erfolgreich nach Süden in die Berge und Randgebiete der Plains in Wyoming und Idaho vertrieben wurden. 
Da immer mehr Nehiyaw-Pwat-Gruppen westwärts auf die Plains zogen und die gemeinsamen Feind vertrieben worden waren, begann um 1800 eine lange Phase scharfer Konkurrenz, die häufig militärisch eskalierte. Dies hing neben dem Pelzhandel damit zusammen, dass beide Gruppen nach etwa 1730 ihre Lebensweise auf das Pferd eingestellt hatten, das sie als Reit-, Jagd- und Transporttier einsetzten und somit die ausreichende Versorgung mit Pferden um die Jahrhundertmitte zur Existenzfrage wurde. Daher knüpften die Nehiyaw-Pwat Kontakte mit den Flathead und verbündeten sich mit den Absarokee (engl. Crow genannt) im heutigen Montana, die zunächst Pferde von Spaniern bezogen, aber auch verwilderte Pferde einfingen und bald selbst züchteten. Da aber diese beiden Stämme bereits erbitterte Feinde der Blackfoot waren, zerbrach die Cree-Assiniboine-Blackfoot-Allianz und es kam zu erbitterten Kämpfen. Pferdediebstahl war in dieser Phase nicht nur ein Beweis des Mutes, sondern oftmals ein verzweifelter Beitrag zum Überleben, denn viele ethnische Gruppen konkurrierten um die Jagd in den Graslandschaften. Bereits Anfang des 18. Jahrhunderts hatten die Cree, vermittelt durch die Mountain Stoney, mit den Secwepemc (engl. Shuswap) und Kutenai Frieden geschlossen und sie in das große Netzwerk der Cree-Konföderation (oder Nehiyaw-Pwat) eingegliedert.
Hierbei drangen die Nehiyaw-Pwat immer weiter ins Territorium der Blackfoot-Konföderation vor, so dass sich die Piegan gezwungen sahen in die Region des Missouri River auszuweichen, die Kainai zogen sich bis zum Bow River und Belly River zurück, einzig die Siksika konnten ihre Gebiete entlang ded Red Deer River verteidigen. Gegen 1870 zerbrach das Bündnis der Blackfoot mit den Gros Ventre und letztere mussten bei ihren einstigen Feinden, den südlichen Plains Assiniboine, Schutz suchen.
Ab Anfang des 19. Jahrhunderts ging die Anzahl der Bisons aus verschiedenen Gründen immer mehr zurück, und die Jäger der Nehiyaw-Pwat folgten ihrer Beute, die sich ab etwa 1850 fast nur noch auf dem Gebiet der Blackfoot fand immer weiter west- und südwestwärts. 1870 begannen die Cree einen letzten Versuch, ihrer Beute habhaft zu werden, indem sie einen Krieg begannen. Sie hofften, die von Pocken geschwächten Gegner besiegen zu können und griffen ein Lager bei Fort Whoop-Up an. Doch unterlagen sie in der Schlacht (nahe Lethbridge) und verloren über 300 Krieger. Im nächsten Winter zwang sie der Hunger zu Verhandlungen mit den Blackfoot, mit denen sie einen dauerhaften Frieden schlossen.
Die Lewis-und-Clark-Expedition umging das Gebiet der Blackfoot Confederacy, mit deren Stämmen die USA 1855 und Kanada 1877 erste Verträge schlossen. In den USA war dies der Lamebull Treaty, in Kanada Treaty 7 von 1877, einer der 11 Numbered Treaties (nummerierte Verträge), die die Regierung mit den Indianern abschloss. Treaty 7 betraf ein Gebiet von 50.000 Quadratmeilen südlich des Red Deer River bis zu den Rocky Mountains.
Die Kainai und ihre Verbündeten sollten an den Bow River umgesiedelt werden, ein Gebiet, das 1878 vorbereitet wurde. Doch Häuptling Red Crow (MÉKAISTO, auch bekannt als Captured the Gun Inside, Lately Gone, Sitting White Buffalo und John Mikahestow, ca. *1830 am Zusammenfluss des St Mary und Oldman Rivers, Alberta, Kanada, † 28. August 1900 im Blood Indian Reserve) von den Kainai war nicht gefragt worden, und er lehnte die Vereinbarung ab. Er entschied sich für das Land zwischen Waterton River bzw. Saint Mary River bis zu den Rocky Mountains bis hin zur kanadisch-US-amerikanischen Grenze. Während dieser Zeit wurde der Büffel praktisch ausgerottet. Während und nach den Vertragsverhandlungen übernahm Red Crow die Führung mehrerer Kainai-Gruppen und wurde der führende Häuptling unter den Kainai. 
1882 bereitete J. D. Nelson ein Gebiet für den Blood Tribe von 708,4 Quadratmeilen vor. Die Südgrenze verlief rund 15 km nördlich des 49. Breitengrades, also der Südgrenze Kanadas. Ohne weitere Konsultationen wurde das Gebiet jedoch schon im nächsten Jahr auf 547,5 Quadratmeilen verkleinert. Diese willkürliche Verkleinerung hat der Stamm nie akzeptiert.

## Kultur und Gesellschaft der Kainai
Die Kainai waren in Clans unterteilt, die auf verwandtschaftlicher Basis beruhten, sowie in sozialen Gesellschaften, die oftmals in Altersgrade untergliedert waren:

### Kainai Clans
Jeden Sommer kamen alle Clans zusammen, um Zeremonien abzuhalten oder gemeinsame Jagden zu unternehmen, und bildeten einen großen Lagerkreis. Diese Zusammenkünfte wurden Akoka’tssini („die Zeit, wenn alle Clans zusammen kommen und nebeneinander kampieren“) genannt. In den späten 1890ern versuchte die kanadische Regierung diese Zusammenkünfte, die wichtig für die Identität der Kainai als Niitsitapii sind, zu unterbinden – jedoch ohne Erfolg. 
In einem Interview mit Sákowohtaomaahkaaw (2006) konnten teilweise heute noch existierende Clans identifiziert werden und durch Befragung der Ältesten, deren Position während der jährlichen Zusammenkünfte im Lagerkreis (Akoka’tssini) bestimmt werden:
von der Südseite des Osteingangs im Uhrzeigersinn: Ni’táiitsskaiksi („Lone Fighters“); Akaipokáíksi („Many Children“); Pottstákiiksi („Bites at the Throat“); Akáó’taiksi („Many Brown Weasels“); Issíísoka’simiiksi („Wear Tight Clothes“); Síksohkitsimiksi („Blackened Lodge Door“); Inníípoiksi („Buffalo Followers“) und die Mamíaooyiiksi („Fish Eaters“).
von der Nordseite des Westeingangs: Siksínnokaiksi („Black Elks“); Mo’tóíkkakssiiksi („All Short People“); Mo’tósspitaiksi („All Tall People“); Mo’tóísiksskiiksi („All Dark Faces“); Áppiikaiksi; Akáíksamaiksi („Many Tumors“); Níítaaksisttoaniiksi („Have Their Own Knives“) und die Ípa’kinnamaiksi.

### Kainai Gesellschaften
Manche Gesellschaften (engl. social societies) bestehen heute nicht mehr, werden jedoch immer noch von den Kainai erinnert: Sikapíí („Grey Roans“); Ikkayayota’siiksi („Own Fast Horses“); Piiksíniota’siiksi („Skinny Horses“); Soohkahkánistookiiksi („Widely Pierced Ears“); Apiksístsimaohkinniksi („Wear Beaded Necklaces“); Máóhksiipssiiksi („Red Belts“); Spístsimokaniks („Tall Hats“); Mióóhkitopikai’sspaiksi („Rough Riders Parted Hair“); Issapóíkai’sspaiksi („Crow Parted Hair“) und Píítaikai’sspaiksi („Eagle Parted Hair“). 
Heute existieren nur noch folgende Gesellschaften (engl. social societies): Mamiátsikimiiks („Magpies“), Saaamiiks („Headdress Society“), Sisíksiiksi („Mixed-Age Society“) and Asitapi Ikanakiskatsiks („Young Men’s Society“). Sisíksiiksi wurde fälschlicherweise oft mit „Penny“ übersetzt.
(Interview mit Sákowohtaomaahkaaw, 2006).

## Sprache
Ihre Sprache, das Blackfoot, nennen sie Ni'tsiitapipo'ahsin („Sprache der wahren, ausgeglichenen Menschen“) oder auch Nitsipussin („Wahre, echte Sprache“). Jedoch sprechen heute von den ca. 39.000 Nitsitapii (Blackfoot) nur noch 3.250 in Kanada sowie 100 in den USA ihre Muttersprache, die meisten sprechen heute als erste Sprache Canadian bzw. American English. Manche jüngere Nitsitapii (Blackfoot) in Kanada sprechen zudem auch Cree.
Seit 2008 versuchen die verschiedenen Stämme durchzusetzen, dass die Blackfoot-Sprache in die lokalen Curricula für die Schulen integriert wird. Dazu mussten viele Begriffe neu geschaffen werden, um etwa technischen oder mathematischen Fragestellungen gerecht zu werden.

## Heutige Situation
Im Juli 2013 zählte die Kainai (Blood) Nation (Kainaissksaahkoyi) etwa 11.696 Stammesmitglieder, von denen ca. 7.980 auf den beiden Reservaten Blood 148 (30 km südlich von Fort McLeod, ca. 1.342,93 km²) und Blood 148A (am Belly River, ca. 2,5 km nördlich der International Boundary, ca. 19,72 km²) entlang des Oldman, Belly und St. Mary River westlich von Lethbridge im Süden Albertas leben. Die beiden Reservate bilden heute zusammen mit einer Fläche von 1.413,87 km², trotz willkürlicher Verkleinerungen im 19. Jahrhundert, das größte Reservat in ganz Kanada. Im Oktober 2018 zählte man 12.513 Angehörige der ‚Blood‘, von den 8.415 in den Reservaten lebten, 214 in anderen Reservaten, 3.881 außerhalb.

## Film
- Colin Low, Circle of the Sun, 1960, 29 min 40 sec